# Hieroglypheninschriften aus Boğazköy

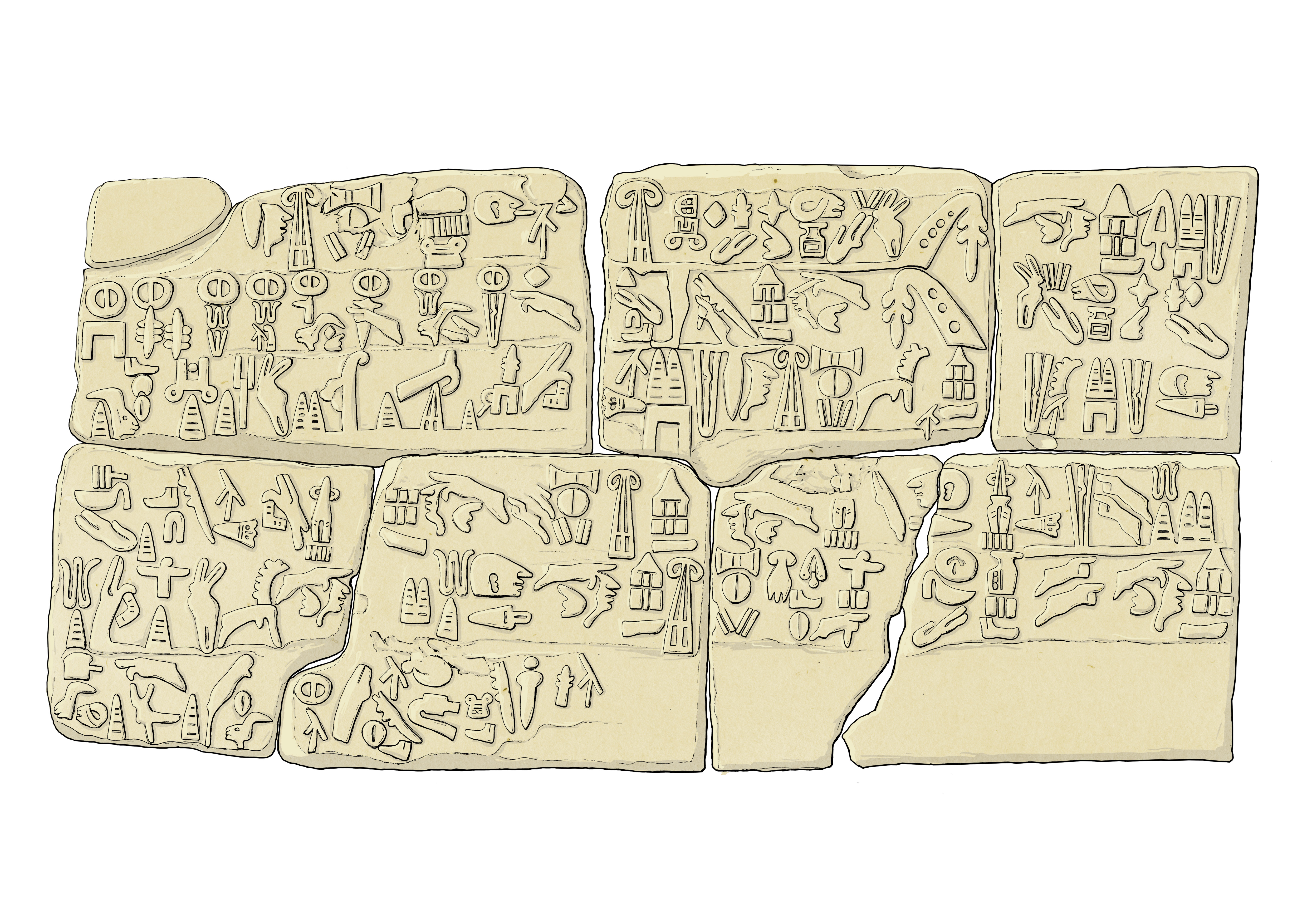
Umzeichnung der Inschrift BOĞAZKÖY 21 (Südburg)

Die Hieroglypheninschriften aus Boğazköy, dem antiken Ḫattuša, bilden eine bedeutende Sammlung epigraphischer Zeugnisse aus der hethitischen Hauptstadt. Die Inschriften entstanden zwischen dem 14. und dem frühen 12. Jahrhundert v. Chr. und sind auf einer Vielzahl von Textträgern überliefert, darunter auf Stelen und auf Orthostaten, als Felsinschriften und als Graffiti. Sie wurden seit Beginn des 20. Jahrhunderts erschlossen. Die Texte sind in luwischen Hieroglyphen verfasst und beinhalten königliche Proklamationen, Berichte über militärische Erfolge, Widmungen an Gottheiten und Namen von Schreibern. Besonders hervorzuheben sind die monumentalen Inschriften wie diejenige von Nişantaş und die Südburg-Inschrift, die detaillierte historische Informationen liefern. Die Boğazköy-Inschriften bieten wertvolle Einblicke in die politische, religiöse und soziale Struktur des hethitischen Reiches. Ihre Erforschung und Interpretation durch Wissenschaftler wie John David Hawkins haben wesentlich zur Entzifferung und zum Verständnis der luwischen Hieroglyphenschrift beigetragen.
Boğazköy bezeichnet in der wissenschaftlichen Literatur traditionell den Fundort von Ḫattuša, nach dem alten Namen des Ortes Boğazkale. Siegel oder Siegelabdrücke, die meist nur den Namen und die Titulatur des Besitzers enthalten, sind in der Liste nicht aufgeführt. Ebenfalls nicht behandelt werden hier die Götterreliefs des Heiligtums von Yazılıkaya, die jeweils nur den Götternamen als Beischrift haben. Außerdem ist dort dreimal die Namenskartusche des Großkönigs Tudḫaliya IV. zu sehen.

## Überblick
Der Fundort Boğazköy beim heutigen Ort Boğazkale wird seit Beginn des 20. Jahrhunderts erforscht, seit den 1930ern unter der Leitung des Deutschen Archäologischen Instituts. Dabei wurden zahlreiche Textdokumente ergraben. Dazu gehören über 30.000 Tontafeln mit Inschriften in Keilschrift in verschiedenen Sprachen. Die Texte der Tontafeln können in Annalen, Edikte, Verträge, Gesetze und Urteile, Protokolle und Verwaltungstexte, Briefe, religiöse Texte, Rituale und Feste gruppiert werden.
Im Gegensatz zu den Nachbarn aus Mesopotamien benutzten die Hethiter für die monumentalen Inschriften auf Steinen nicht die Keilschrift, sondern Hieroglyphen. Eine Zusammenstellung aller bekannten hieroglyphenluwischen Inschriften nach Stand 2000 ergab 95 größere und über 50 kleinere erhaltene Texte, deren Zahl sich durch neue Funde noch erhöhen wird. Zu dieser Gesamtzahl zählen die Hieroglypheninschriften aus Boğazköy, die das Thema dieser Liste sind. Zusätzlich wurde in Boğazköy eine Anzahl von Siegeln und Siegelabdrücken gefunden, die meist mit Keilschrift und Hieroglyphen beschriftet waren und nur den Namen des Besitzers oder eines Gottes enthalten.
Einige der Steindokumente mit Inschriften wie diejenigen von Nişantaş (BOĞAZKÖY 5) und Yazılıkaya lagen bereits offen zu Tage, die anderen kamen im Laufe der Grabungen ans Licht. Die beiden genannten Inschriften sind als einzige in den anstehenden Felsen gearbeitet. Eine andere Inschrift (BOĞAZKÖY 21+20) ist auf einer Wand eines Bauwerks in der Südburg angefertigt. Bei den übrigen handelt es sich größtenteils um Stelen, Steinblöcke und Fragmente. Eine kleinere Gruppe bilden die sogenannten Graffiti (BOĞAZKÖY 4, 8, 14, 15, 16, 22), die an verschiedenen Stellen des Stadtgebiets zu finden sind, vorwiegend an vielfrequentierten Orten wie Straßen und Toren. Dabei sind die Zeichen mit einem Spitzhammer in den Stein eingepickt. Sie werden meist als Anzeigen von Schreibern interpretiert, die ihre Dienste anboten. Ein Teil der Monumente enthält außer der Schrift auch Reliefabbildungen. Die Stücke sind, soweit sie nicht in situ verblieben, heute im Museum für anatolische Zivilisationen in Ankara, im Archäologischen Museum Istanbul, im Archäologischen Museum Çorum und im lokalen Museum in Boğazkale aufbewahrt.
Eine Zusammenstellung der Inschriften lieferte 2000 der britische Hethitologe John David Hawkins im Appendix 1 des ersten Bands seines Corpus of Hieroglyphic Luwian Inscriptions. Dort verwendete er auch die Bezeichnungen der Stücke mit BOĞAZKÖY 1 bis BOĞAZKÖY 25, die heute allgemein gebräuchlich sind. Im 2024 posthum erschienenen dritten Band des Corpus besprach er sie einzeln und fügte auch zwei weitere (BOĞAZKÖY 26 und 27) hinzu. Der italienische Altorientalist Massimiliano Marazzi hat in seinen Veröffentlichungen eine eigene Nummerierung entwickelt, verwendet daneben aber auch die Hawkins-Bezeichnungen.

## Liste
Die Spalte „Textträger“ enthält zunächst Angaben zur Fundgeschichte und darauf folgend eine Beschreibung des Objektes, auf dem sich die Inschrift befindet. Wo vorhanden, sind diesen Informationen noch gängige Alternativbezeichnungen des Stücks vorangestellt. Die Angaben in der Spalte „Inschrift“ sind abhängig davon, wie viel Text erhalten ist und wie viel von den Inhalten sich erschließen lässt. Je nach Umfang und Lesbarkeit des Hieroglyphentextes wird dort eine Zusammenfassung, eine Übersetzung und/oder eine allgemeine Erläuterung gegeben. In jedem Fall schließt die Spalte „Inschrift“ mit einer Angabe zu den Möglichkeiten einer Datierung des Textes ab. Die Spalte „Publikationen“ enthält teilweise lediglich eine Auswahl der Forschungsbeiträge, in denen die jeweilige Inschrift vorgestellt oder thematisiert wird. Die angeführten Publikationen enthalten jedoch ihrerseits Literaturangaben, über die sich die restliche Literatur auffinden lässt.
Einige der Spalten sind sortierbar. Durch einen Klick auf den Doppelpfeil im Spaltenkopf werden die Spalte „Textträger“ nach dem Funddatum und die Spalte „Publikationen“ nach dem Jahr der Erstveröffentlichung sortiert.
Die Logogramme der luwischen Hieroglyphen werden traditionell mit der lateinischen Übersetzung des jeweiligen Wortes in Großbuchstaben transkribiert, also beispielsweise REX für die Hieroglyphe , die „König“ bedeutet.
| Nr.    | Bild                                            | Textträger | Inschrift | Publikationen | Standort |
| ------ | ----------------------------------------------- | --- | --- | --- | --- |
| 1      | Boğazköy 1, Photographie von Hugo Winckler 1907 | Hugo Winckler fand den Block 1907 bei Schachtarbeiten für ein Grabungshaus am Abhang über dem Haus am Hang. Quaderförmiger Block mit einer Einlassung auf der Oberseite, vermutlich die Aufnahme für den Aufstellzapfen einer Statue oder einer Stele. Das Relief, das als Hieroglypheninschrift interpretiert wird, befindet sich auf einer Seitenfläche. Der Stein bildete wahrscheinlich ein Paar mit BOĞAZKÖY 2. | Auf der Vorderseite das Relief einer Figur in einer langen Robe mit einer Rundkappe auf dem Kopf, von der ein Schleier herabfällt. Der Kleidung nach scheint es sich um eine Frau zu handeln. Rechts vor der Gestalt ist ein Gegenstand zu sehen, in dem Hawkins eine geschmückte Basis erkennt, auf der ein doppelbogiges Element steht. Er interpretiert es als Piktogramm mit der Bedeutung „Diese Stele“. Hinter der Figur geben zwei Hieroglyphen den Namen und Titel der Person an, drei weitere die Widmung. Die Figur selbst setzt Hawkins mit dem EGO-Zeichen („Ich“) der luwischen Hieroglyphen gleich. Übersetzung: Diese Stele habe ich, …, der Schalenträger, aufgestellt. Die Lesung der Namenshieroglyphe ist unsicher. Der Schalenträger scheint ein Hofbeamter gewesen zu sein. | Hugo Winckler, 1907 John David Hawkins, 2024 | Archäologisches Museum Istanbul, Museum des Antiken Orients, Inv.-Nr. 7776                                               |
| 2      | Boğazköy 2, Photographie von Hugo Winckler 1907 | Hugo Winckler fand den Block 1907 bei Schachtarbeiten für ein Grabungshaus am Abhang über dem Haus am Hang. Quaderförmiger Block mit einer Einlassung auf der Oberseite, vermutlich die Aufnahme für den Aufstellzapfen einer Statue oder einer Stele. Das Relief, das als Hieroglypheninschrift interpretiert wird, befindet sich auf einer Seitenfläche. Der Stein bildete wahrscheinlich ein Paar mit BOĞAZKÖY 1. | Auf der Vorderseite das Relief einer Figur eines nach rechts gehenden, bartlosen Mannes, der mit einer Rundkappe, einer kurzen Tunika und Schnabelschuhen bekleidet ist. Das linke Bein ragt aus einem übergeworfenen Mantel nach vorn. Der rechte Arm ist angewinkelt vor dem Oberkörper, der linke mit geballter Faust nach vorn gestreckt. In der Faust scheint er einen langen Stab zu halten, den Hawkins allerdings als Faltenwurf der Kleidung ansieht. Rechts ist das gleiche Piktogramm für „Diese Stele“ wie bei BOĞAZKÖY 1, links der Figur eine Reihe von Hieroglyphen, die Namen, Titel und die Aufstellung der Stele angeben. Die Figur ersetzt wieder das EGO-Zeichen. Übersetzung: Diese Stele habe ich, der Eunuch Taprammi, aufgestellt. Da der Name Taprammi auch in anderen Dokumenten als einer der Hofbeamten Tudḫaliyas IV. auftaucht, wird die Inschrift ins späte 13. Jahrhundert v. Chr. datiert. | Hugo Winckler, 1907 John David Hawkins, 2024 | Archäologisches Museum Istanbul, Museum des Antiken Orients, Inv.-Nr. 7775                                               |
| 3      | Boğazköy 3                                      | 1934 bei den Ausgrabungen unter Kurt Bittel von Rudolf Naumann sekundär verlagert im Raum 2 des Gebäudes C auf der Königsburg Büyükkale gefunden. Oben und unten abgebrochene Kalksteinstele mit einer verbliebenen Höhe von 1,20 Metern. Die Vorderseite zeigt eine, vermutlich durch die Weiterverwendung als Bodenplatte oder Türschwelle, stark verwaschene Inschrift. | Übersetzung: Großkönig Labarna Tudḫaliya. Sohn des Ḫattušili, Großkönig, Held. Enkel des Muršili, Großkönig, Held. Nachkomme des Großkönigs […] Der Text beginnt rechts oben und verläuft boustrophedon. Genannt wird Großkönig Tudḫaliya IV. mit Titel und Abstammung, wodurch die Inschrift in dessen Regierungszeit im späten 13. Jahrhundert v. Chr. datiert werden kann. | Kurt Bittel, Hans Gustav Güterbock, 1934 Peter Neve, 1982 John David Hawkins, 2024                                                                                                  | Museum für anatolische Zivilisationen Ankara, Inv.-Nr. 1813                                                              |
| 4      | Boğazköy 4                                      | Auch „Graffito Sphinxtor“ genannt. 1907 bei den Grabungen von Hugo Winckler und Theodor Makridi in der Torkammer des Sphinxtores gefunden. Die beiden inneren Sphinxfiguren waren durch Brandeinwirkung in zahlreiche Fragmente zersprungen, von denen eines das Graffito trug. Die Sphingen wurden nach Berlin zur Restaurierung verbracht, die östliche Sphinx danach 1924 ans Museum Istanbul zurückgegeben. Die westliche Figur, zu der das Fragment gehörte, wurde 2011 rückgeführt. Die Originale wurden im örtlichen Museum in Boğazkale ausgestellt, am Sphinxtor wurden Kopien aufgestellt. Auf einem Flügel der westlichen Sphinxfigur eingepunzte Hieroglyphengruppe, die wahrscheinlich ein Schreiber dort anbrachte, um seine Dienste anzubieten. | Der türkische Hethitologe Metin Alparslan beschrieb die beiden Zeichen REX für König und SCRIBA für Schreiber. Hawkins erkannte zusätzlich das Zeichen AURIGA für Wagenlenker und liest somit den Text als Wagenlenker des Königs, Niya, der Schreiber („King’s Charioteer Niya, the Scribe“). Vermutlich stammt die Inschrift vom Schreiber Niya, 13. Jahrhundert v. Chr. | Helmuth Theodor Bossert, 1934/35 Metin Alparslan, 2013 John David Hawkins, 2024 | Museum Boğazkale, Inv.-Nr. unbekannt                                                                                     |
| 5      | Boğazköy 5Nişantaş                              | Siehe Nişantaş. Lag immer frei, Erstbeschreibung 1872 durch Georges Perrot. An der Nordostseite des Hügels Nişantepe (türkisch für Zeichenhügel) ist eine schräge Fläche von etwa 9 Meter Breite und 2 Meter Höhe geglättet zur Anbringung einer Inschrift (Nişantaş, Zeichenstein). Eine Bruchstelle teilt die Inschrift in einen breiteren rechten Teil A und den schmalen linken Teil B. Teil A besteht aus elf Zeilen, Teil B aus fünf Zeilen, die auf der Höhe der Zeilen A II bis A VI liegen. Da die Schrift über alle Jahrhunderte der Witterung ausgesetzt war, ist sie sehr schlecht erhalten und nur fragmentarisch lesbar. Auf Grund der Bruchstelle und weiteren Beschädigungen an allen Seiten und der schlechten Lesbarkeit ist nicht mit Sicherheit feststellbar, wo an den Seiten Anfang und Ende des Textes sind. Auch kann nicht geklärt werden, ob Teil B die Fortsetzung der entsprechenden Zeilen von A ist oder eine eigenständige Inschrift darstellt. Durch den nach der Glättung überstehenden Felsrand am oberen Ende sind die ersten Zeilen etwas besser geschützt, sodass dort ein Teil des Textes gelesen werden konnte. In der ersten Zeile ist die Namenskartusche von Šuppiluliuma II. mit der Flügelsonne zu sehen.               | Übersetzung: Ich (bin) die Sonne, der Großkönig Labarna Šuppiluliuma, König von Hatti, Held, Sohn des Tudḫaliya, Großkönig, Held, König von Hatti, Enkel des Ḫattušili, Großkönig, […] Die erste Zeile ist linksläufig, der folgende Text verläuft boustrophedon. Hawkins liest Held am Anfang der Inschrift sowie eine Widmung an die Sonnengöttin von Arinna. Im weiteren Text werden Taten seines Vaters beschrieben, darunter die Eroberung verschiedener Länder, deren Namen allerdings nicht lesbar sind. Er berichtet auch von eigenen Taten wie Eroberungen, aber wohl auch von der Errichtung einer Statue für seinen Vater in Kammer B von Yazılıkaya. Durch die Erwähnung Šuppiluliumas II. wird die Inschrift in dessen Regierungszeit Ende des 13. Jahrhunderts v. Chr. datiert. | Georges Perrot, 1872 Leopold Messerschmidt, 1900 Cornell Expedition, 1911 Helmuth Theodor Bossert, 1934/35 Horst Ehringhaus, 2004 John David Hawkins, 2018 John David Hawkins, 2024 | in situ |
| 6      |                                                 | 1953 gefunden in Büyükkaya „Abschnitt A, in Steinschutt ganz dicht am Fels sicher in sekundärer Verwendung“. Das Fragment stellt die rechte obere Ecke eines rechteckigen, grau-grünen Granitblocks dar. Erhalten sind die Reste von zwei Zeilen, oben vier Zeichen, unten eines. Höhe 23,1 Zentimeter, Breite 16,2 Zentimeter, Dicke 10,4 Zentimeter. Jürgen Seeher, der 1996 auf Büyükkaya ein weiteres Granitfragment ausgrub, vermutet wegen der Übereinstimmungen in der Gesteinsart, der Zeilenhöhe und der sorgfältigen Ausführung, dass das Fragment zusammen mit BOĞAZKÖY 25 und 27 zu einer Inschrift (Stele?) gehört. | Nicht übersetzbar, in der zweiten Zeile das Zeichen DEUS für Gott. Die Datierung ist schwierig, vermutlich 13. Jahrhundert v. Chr. | Heinrich Otten, 1953 John David Hawkins, 2024 | Museum für anatolische Zivilisationen Ankara, Depot, Inv.-Nr. Bo. 55/l                                                   |
| 7 i+ii | Boğazköy 7i                                     | Entdeckt 1954 durch Kurt Bittel und Peter Neve bei Ausgrabungen an einem phrygischen Rundbau auf Büyükkale. Zwei quaderförmige Steinblöcke, die ursprünglich vermutlich zur Mauer des Südwesttores von Büyükkale gehörten. Beide weisen nur in der linken oberen Ecke den Anfang einer Inschrift auf, die nicht vollendet wurde. Obwohl die Inschrift links oben begann und dann boustrophedon verlief, hat der Steinmetz – wohl nach einer Vorlage – seine Arbeit in der linken oberen Ecke begonnen. Von BOĞAZKÖY 7 ii ist nur eine Zeichnung von Peter Neve verfügbar. | Sicher eine Inschrift über einen Großkönig. BOĞAZKÖY 7 i zeigt das Zeichen MAGNUS REX für Großkönig, in BOĞAZKÖY 7 ii ist von einem Diener der Stadt Ḫattuša die Rede. Entstanden wahrscheinlich im Zuge der monumentalen Umbauten auf Büyükkale im 13. Jahrhundert v. Chr. | Kurt Bittel, 1954 Peter Neve, 1982 Massimiliano Marazzi, 2019 John David Hawkins, 2024                                                                                              | BOĞAZKÖY 7 i: Museum Boğazkale BOĞAZKÖY 7 ii: vermutlich Museum für anatolische Zivilisationen Ankara (nicht auffindbar) |
| 8      | Boğazköy 8                                      | 1956 bei den Grabungen am Südtor der innerstädtischen Abschnittsmauer nordwestlich des Großen Tempels entdeckt. Kalksteinblock mit einer Höhe von 0,53 Metern, einer Breite von 0,75 Metern und einer Dicke von 0,33 Metern. | Die geglättete Oberfläche zeigt die Namen von mindestens zwei Schreibern, verbunden mit dem Zeichen SCRIBA für Schreiber. Übersetzung: Bente-šina der Schreiber, Samituli der Schreiber. Der mögliche Name und das Schreiberzeichen eines dritten ist stark verwaschen und nicht eindeutig lesbar. Wegen der Lage beim Südtor der Abschnittsmauer nimmt Bittel an, dass die Schreiber dort ihre Fähigkeiten anboten. Dies wird bestätigt durch die hohe Zahl an Styli, die dort gefunden wurden und auf Grund ihrer Beschaffenheit für das Schreiben von Hieroglyphen besonders geeignet waren. Die Bauzeit der Abschnittsmauer wird auf das 13. Jahrhundert v. Chr. datiert. | Kurt Bittel, 1956 Massimiliano Marazzi, 2016 John David Hawkins, 2024 | Museum Boğazkale, Inv.-Nr. 614                                                                                           |
| 9      |                                                 | Entdeckt durch Kurt Bittel im Jahr 1958 auf Büyükkale: „Im Fundament der linken Seite der Statuennische vor der Westhälfte des gleichen Torbaus wurde, in sekundärer Verwendung als Baustein, das Bruchstück eines Orthostaten aus graugrünem Granit gefunden.“ Fragment eines Orthostaten aus graugrünem Granit mit einer Höhe von 30 Zentimetern. Erhalten ist ein Stück vom rechten oberen Rand mit fünf linksläufig angeordneten Zeichen, darüber eine freie Fläche. Die Fragmente BOĞAZKÖY 9–11 waren möglicherweise Teile einer monumentalen Inschrift. | TransliterationASCIA da/CAPERE L.417(5)-ma-sa5. Keine sinnvolle Übersetzung möglich. Entstanden wahrscheinlich im Zuge der monumentalen Umbauten auf Büyükkale im 13. Jahrhundert v. Chr. | Thomas Beran, 1962 Massimiliano Marazzi, 2019 John David Hawkins, 2024 | Museum für anatolische Zivilisationen Ankara, Depot                                                                      |
| 10     |                                                 | Der Stein kam auf Büyükkale zu Tage und wurde dort von Kurt Bittel „schon 1955 in der Umgebung des »Torbaus« zwischen Äußerem und Mittlerem Burghof gefunden“. Fragment eines Orthostaten aus graugrünem Granit mit einer Höhe von 26 Zentimetern und einer Breite von 24 Zentimetern. Erhalten ist die rechte untere Ecke mit vier linksläufigen Schriftzeichen, darüber Reste einer freien Fläche. Die Fragmente BOĞAZKÖY 9–11 waren möglicherweise Teile einer monumentalen Inschrift. | Transliteration: L.417(5)-ma-sa5 ara/i-x […]. Keine sinnvolle Übersetzung möglich. Entstanden wahrscheinlich im Zuge der monumentalen Umbauten auf Büyükkale im 13. Jahrhundert v. Chr. | Thomas Beran, 1962 Massimiliano Marazzi, 2019 John David Hawkins, 2024 | Museum für anatolische Zivilisationen Ankara, Depot                                                                      |
| 11     |                                                 | Entdeckt 1955 durch Kurt Bittel auf Büyükkale, „in der Umgebung des Torbaus“. Fragment eines Orthostaten aus graugrünem Granit mit einer Höhe von 40 Zentimetern und einer Breite von 80 Zentimetern. Laut Hawkins sind die obere und die rechte Kante des Monuments erkennbar. Die Fragmente BOĞAZKÖY 9–11 waren möglicherweise Teile einer monumentalen Inschrift. | Das Fragment zeigt eine Namenskartusche des Königs Tudḫaliya (IV.?) mit der Flügelsonne. Übersetzung: Meine Sonne Tudḫaliya, Labarna, Größkönig. Entstanden wahrscheinlich im Zuge der monumentalen Umbauten auf Büyükkale im 13. Jahrhundert v. Chr. | Thomas Beran, 1962 Massimiliano Marazzi, 2019 John David Hawkins, 2024 | Museum für anatolische Zivilisationen Ankara, Depot                                                                      |
| 12     | Boğazköy 12, Quellgrotte                        | „Stele Quellgrotte“, auch „Stele vom Kanalkopf“ genannt. Wurde von Kurt Bittel 1968 bei der Quellgrotte (Kanalkopf) südwestlich des Großen Tempels ausgegraben. Rechteckige Stele aus Kalkstein mit einer Höhe von 0,70 Metern, einer Breite von 0,40 Metern unten und 0,37 Metern oben sowie einer Stärke von 0,30 Metern. Auf der Vorderseite befindet sich die Weihinschrift. | Übersetzung: …-lura-huha(?), König der Stadt Išuwa, stellte dies auf und widmete es dem Schwertgott(?). Entstanden vermutlich zwischen der Eroberung Išuwas durch Šuppiluliuma I. und der Regierungszeit Ḫattušilis III., im späten 14. oder frühen 13. Jahrhundert v. Chr. | Hans Gustav Güterbock, 1969 Ana Arroyo, 2013 John David Hawkins, 2024 | Museum für anatolische Zivilisationen Ankara, Inv.-Nr. unbekannt                                                         |
| 13     |                                                 | 1968 gefunden. Zur Entdeckung sind keine Einzelheiten bekannt. Fragment einer Kalksteinstele, erhalten ist die rechte obere Ecke. Die erhaltene Höhe beträgt 24 Zentimeter, die Breite 17 Zentimeter. | Erkennbar sind drei rechtsläufige Schriftzeichen. Transliteration: …] (m)u-n[ú-w]a/i …. Keine sinnvolle Übersetzung möglich. Entstanden wahrscheinlich im Zuge der monumentalen Umbauten auf Büyükkale im 13. Jahrhundert v. Chr. | Hans Gustav Güterbock, 1969 John David Hawkins, 2024 | Museum für anatolische Zivilisationen Ankara, Depot, Inv.-Nr. Bo. 68/266                                                 |
| 14a    | Boğazköy 14a                                    | 1968 bei Ausgrabungen im Tempelareal gefunden. Graffiti auf zwei Pflastersteinen der Straße, die zwischen Großem Tempel und Südareal zum Südtor der Abschnittsmauer verläuft. | Die schwer erkennbaren Schriftzeichen sind mit einem Spitzhammer eingepickt. Jedoch ist kein Zeichen eindeutig lesbar und damit auch keine genaue Datierung möglich. | Peter Neve, 1969 John David Hawkins, 2024 | in situ |
| 14b    | Boğazköy 14b                                    | 1968 bei Ausgrabungen im Tempelareal gefunden. Graffiti auf drei Pflastersteinen der Straße, die zwischen Großem Tempel und Südareal zum Südtor der Abschnittsmauer verläuft. | Die schwer erkennbaren Schriftzeichen sind mit einem Spitzhammer eingepickt. Lediglich das Zeichen SCRIBA für Schreiber ist erkennbar. Damit ist keine genaue Datierung möglich. | Peter Neve, 1969 John David Hawkins, 2024 | in situ |
| 15a    | Boğazköy 15a                                    | 1969 von Kurt Bittel und Peter Neve bei Ausgrabungen im Tempelareal im umgefallenen Zustand gefunden, restauriert und wieder aufgestellt. Linke von zwei Kalksteinstelen an der Südecke des Großen Tempels am Beginn der Straße zum Südtor der Abschnittsmauer. | Die schwer erkennbaren Schriftzeichen sind mit einem Spitzhammer eingepickt. Lediglich das Zeichen SCRIBA für Schreiber ist erkennbar. Damit ist keine genaue Datierung möglich. | Kurt Bittel, 1970 Peter Neve, 1970 John David Hawkins, 2024 | in situ |
| 15b    | Boğazköy 15b                                    | 1969 von Kurt Bittel und Peter Neve bei Ausgrabungen im Tempelareal gefunden, wo der Stein von der Basis gerutscht war. Er wurde restauriert und wieder aufgestellt. Rechte von zwei Kalksteinstelen an der Südecke des Großen Tempels am Beginn der Straße zum Südtor der Abschnittsmauer. | Die schwer erkennbaren Schriftzeichen sind mit einem Spitzhammer eingepickt. Transliteration: links: (i) TONITRUS.MANUSx-mi (zweimal), (ii) MANUSx-ni(?) SCRIBA (iii) zi/a-á-zi/a SCRIBA, rechts: TONITRUS-(m)u? x …. Der Text enthält mehrere Namen von Schreibern. Eine genaue Datierung ist nicht möglich. | Kurt Bittel, 1970 Peter Neve, 1970 John David Hawkins, 2024 | in situ |
| 16     | Boğazköy 16                                     | Auch „Graffito Löwentor“. Obwohl die Inschrift immer frei lag, wurde sie auf Grund der problematischen Lichtverhältnisse erst 1973 von Peter Neve bemerkt („im Lichte der flach einfallenden, späten Vormittagssonne“). Das Graffito befindet sich links neben dem Kopf des linken, westlichen Löwen am Löwentor. | Sechs Hieroglyphen in einer Spalte, mit dem Spitzhammer eingepickt. Höhe 62 Zentimeter, maximale Breite 30 Zentimeter. Transliteration: MAGNUS.THRONUS+LU-LU-u PORTA2+MI. Übersetzung: Großer Sitz des lulu am Tor(bau). Möglicherweise hat die Inschrift eine rituelle Bedeutung. Sie stammt vermutlich aus dem späten 13. Jahrhundert v. Chr. | Peter Neve, 1976 Massimiliano Marazzi, 1986 Massimiliano Marazzi, 2016 John David Hawkins, 2024                                                                                     | in situ |
| 17     |                                                 | Von Peter Neve 1979 „als Spolie in einem Haus in der Nähe des Tempels VI“ entdeckt. Unregelmäßiger Steinblock mit Graffiti. | Keine sinnvolle Übersetzung möglich, lediglich das Zeichen SCRIBA für Schreiber ist erkennbar. Damit ist keine genaue Datierung möglich. | Peter Neve, 1980 John David Hawkins, 2024 | vermutlich Museum Boğazkale, Depot                                                                                       |
| 18     | Boğazköy 18                                     | Entdeckt von Peter Neve 1983, eingebaut in der Wand einer byzantinischen Kirche, die auf den Fundamenten von Tempel 16 im Tempelviertel der Oberstadt errichtet worden war. Im guten Erhaltungszustand sah Neve ein Anzeichen dafür, dass die Stele für die Nutzung beim Kirchenbau nicht weit von ihrem ursprünglichen Standort wegbewegt worden war. Kalksteinstele mit rundem oberen Rand mit den erhaltenen Maßen 1,04 × 0,55 Meter. Der untere Teil, der eine weitere Inschriftenzeile enthielt, fehlt. | Auf der Vorderseite oben eine schmucklose Scheibe (Sonne, Mond oder Stern?), darunter eine Flügelsonne mit der Namenskartusche Tudḫaliyas IV. Der aus zwei Schriftzeichen bestehende Name des Großkönigs ist ungewöhnlicherweise von zwei Löwenprotomen flankiert. Die folgenden zwei Zeilen enthalten die Titulatur und Abstammung Tudḫaliyas. Die fehlende vierte Zeile kann durch Vergleiche mit anderen Texten, die Tudḫaliyas Abstammung wiedergeben, ergänzt werden. Übersetzung: Die Sonne, Großkönig Labarna Tudḫaliya, der Held, Sohn des Ḫattušili, Großkönig, Held, Enkel des Muršili, Großkönig, Held, Tudḫaliya[s], [des Großkönigs und Helden, Nachkomme]. Ob mit dem letztgenannten Ahnen Tudḫaliya I. oder II. gemeint ist, bleibt ungeklärt. Spätes 13. Jahrhundert v. Chr. | Peter Neve, 1984 John David Hawkins, 2024 | Museum Boğazkale, Inv.-Nr. unbekannt                                                                                     |
| 19     | Boğazköy 19                                     | Entdeckt von Peter Neve 1985 im Bezirk von Tempel 5 in der Oberstadt. Der Stein war aus der Wand eines kleineren Gebäudes gefallen. Neve vermutete, dass die Stele ursprünglich in die Wand eingebaut war und zusammen mit einem Altar davor das Gebäude zu einer Erinnerungskapelle an Tudḫaliya I. machte. Kalksteinstele mit einer Höhe von 0,90 Metern, einer Breite von 0,79 Metern und einer Dicke von 0,45 Metern; die Reliefinschrift befindet sich auf einer Seitenfläche. | Auf der Vorderseite in starkem Hochrelief die nach rechts gewandte Figur eines Königs. Er ist bartlos und trägt eine gegürtete, kurze Tunika. Am Kopf ist er mit einem gehörnten Helm bekleidet, an den Füßen trägt er Schnabelschuhe. Die rechte Hand hält einen nach unten gerichteten Speer. Über der nach vorn gehaltenen linken Hand befinden sich vier Hieroglyphen. Der gehörnte Helm weist ihn als vergöttlichten, also verstorbenen König aus. Daher handelt es sich wahrscheinlich um Tudḫaliya I., einen Vorfahren von Tudḫaliya IV. Transliteration: MONS+tu MAGNUS.REX. Übersetzung: Großkönig Tudḫaliya. Errichtet höchstwahrscheinlich von Tudḫaliya IV., also im späten 13. Jahrhundert v. Chr. | Peter Neve, 1986 Peter Neve, 1992 John David Hawkins, 2024 | Museum Boğazkale, Inv.-Nr. unbekannt                                                                                     |
| 20     | Boğazköy 20Relief Südburg                       | Auch „Relief Šuppiluliuma Südburg“ genannt. Im Rahmen der ersten eingehenden Untersuchungen des Südburg-Areals 1988 unter Peter Neve kamen in der sogenannten phrygischen Burgmauer mehrere Blöcke mit Hieroglypheninschriften sowie ein Block mit einem Relief und einer kurzen Beischrift zu Tage. Die weiteren Grabungen führten zur Entdeckung einer gewölbten Kammer (Kammer 2). Nach deren Vervollständigung mit weiteren in der Mauer gefundenen Steinblöcken enthielt deren rechte Wand einen langen Text in Hieroglyphen (BOĞAZKÖY 21), die Rückwand ein Relief – wahrscheinlich des Sonnengottes – und die linke Wand am Kammereingang das Relief (BOĞAZKÖY 20). | Der Kalksteinblock zeigt die nach links, also auf den Eintretenden zugehende Figur eines Kriegers, die nur in flachen Umrissen gearbeitet ist. Er ist mit einem kurzen Leibrock und Schnabelschuhen bekleidet, auf dem Kopf trägt er eine Spitzmütze mit drei Hörnern. Die rechte Hand hält einen auf den Boden aufgestellten Speer, die linke einen über die Schulter gehängten Bogen. Die etwas beschädigte Beischrift zwischen Mütze und Speerspitze weist ihn als Großkönig Šuppiluliuma aus. Hawkins identifiziert ihn als Šuppiluliuma II., der sich hier zu Lebzeiten bereits durch die Hörner an der Mütze als vergöttlichten König dargestellt hat. Transliteration: PURUS.FONS.T'1.41 MAGNUS.REX. Übersetzung: Šuppiluliuma, der Großkönig. Durch den Inhalt lässt sich der Text in die Regierungszeit Šuppiluliumas II., also das späte 13. bis frühe 12. Jahrhundert v. Chr., datieren. Es wurde gelegentlich auch vorgeschlagen, dass Šuppiluliuma II. das Relief seinem namensgleichen Vorfahren Šuppiluliuma I. gewidmet hat. | Peter Neve, 1989 John David Hawkins, 1995 Peter Neve, 2018 John David Hawkins, 2024                                                                                                 | in situ |
| 21     | Boğazköy 21Inschrift Südburg                    | Auch „Inschrift Šuppiluliuma“/„Inschrift Südburg“ genannt. Im Rahmen der ersten eingehenden Untersuchungen des Südburg-Areals 1988 unter Peter Neve kamen in der sogenannten phrygischen Burgmauer mehrere Blöcke mit Hieroglypheninschriften sowie ein Block mit einem Relief und einer kurzen Beischrift zu Tage. Die weiteren Grabungen führten zur Entdeckung einer gewölbten Kammer (Kammer 2). Nach deren Vervollständigung mit weiteren in der Mauer gefundenen Steinblöcken enthielt deren rechte Wand einen langen Text in Hieroglyphen (BOĞAZKÖY 21), die Rückwand ein Relief – wahrscheinlich des Sonnengottes – und die linke Wand am Kammereingang das Relief (BOĞAZKÖY 20). Die längere Inschrift BOĞAZKÖY 21 befindet sich auf sechs Blöcke verteilt (von denen einer einen Riss aufweist), die die beiden unteren Steinreihen der rechten, westlichen Wand der gewölbten Kammer 2 der Südburg bilden. Die sechszeilige Inschrift ist im flachen Hochrelief gearbeitet, ähnlich dem gegenüberliegenden Königsrelief BOĞAZKÖY 20, und ist zu jeweils drei Zeilen auf die beiden Steinreihen verteilt. Der Erhaltungszustand ist bis auf kleinere Beschädigungen sehr gut; es wird angenommen, dass die Schrift vor Ort in der Kammer gemeißelt wurde. | Der Beginn des Textes ist rechts oben, von dort verläuft er zunächst linksläufig und dann weiter boustrophedon bis zur Mitte der sechsten Zeile, wo er endet. Der Name des Verfassers Šuppiluliuma wird im Text mehrmals erwähnt. Er berichtet von seinen siegreichen Feldzügen gegen verschiedene Königreiche, darunter Wiyanawanda, Tamina, Masa, Luka und Ikuna, alle im westlichen Anatolien. Hilfe erhielt er dabei von der Sonnengöttin von Arinna, dem Wettergott von Hatti, dem Wettergott der Armee, dem Schwertgott sowie von Sauska und verschiedenen anderen Göttern. Mit dem letzten Satz berichtet er, dass er hier einen göttlichen Erde-Wegs (DEUS.VIA+TERRA) gebaut habe. Dieser Ausdruck entspricht der Keilschriftphrase DINGIR.KASKAL.KUR, die Orte bezeichnet, die als Eingang zur Unterwelt gelten. Die Kammer hatte somit eine kultische Bedeutung. Die Inschrift lässt sich in die Regierungszeit Šuppiluliumas II., also das späte 13. bis frühe 12. Jahrhundert v. Chr., datieren.                                 | Peter Neve, 1989 John David Hawkins, 1995 Peter Neve, 2018 John David Hawkins, 2024                                                                                                 | in situ |
| 22     | Boğazköy 22                                     | Entdeckt 1985 „im Torbereich der Temenosmauer des Tempels IV“ im Tempelviertel der Oberstadt. Etwa rechteckiger Steinblock mit Graffiti. | Zwei oder drei Namen von Schreibern, dabei zweimal das Zeichen SCRIBA für Schreiber. Damit ist keine genaue Datierung möglich. | Ali und Belkıs Dinçol, 2002 Massimiliano Marazzi, 2016 John David Hawkins, 2024 | Museum Boğazkale, Inv.-Nr. 1.544.85                                                                                      |
| 23.1   |                                                 | Entdeckt 1990 von Peter Neve am Nordbau des Nişantepe, „sekundär verbaut“. Fragment mit einer Höhe von 15 Zentimetern von der linken unteren Ecke eines Inschriftenblocks. | Das Ende einer rechtsläufigen Zeile mit drei Zeichen ist erkennbar. Transliteration: x CERVUS4.IACULUM-ha. Übersetzung: Ich jagte (?). Nach Massimiliano Marazzi waren die Fragmente BOĞAZKÖY 23.1–3 Teil einer Inschrift auf mindestens zwei Blöcken, die zu einem monumentalen Bauprogramm aus der Zeit „der letzten hethitischen Dynasten (von Tuthalija IV. bis Suppiluliuma II.)“ gehörte. Damit würde die Inschrift in das späte 13. Jahrhundert v. Chr. datieren. | Peter Neve, 1991 Massimiliano Marazzi, 2019 John David Hawkins, 2024 | Museum Boğazkale, Depot, Inv.-Nr. 7015                                                                                   |
| 23.2   |                                                 | Entdeckt 1991 von Peter Neve am Südbau von Nişantepe, im Mauerschutt der „Stützmauer“. Fragment vom unteren Rand eines Inschriftenblocks mit einer Höhe von 26 Zentimetern, einer Breite von 21,5 Zentimetern und einer Dicke von 13,5 Zentimetern. | Eine linksläufige Zeile mit fünf Zeichen ist erhalten. Transliteration: …] wa/i-tá-*a RE[L?] x […. Nach Massimiliano Marazzi waren die Fragmente BOĞAZKÖY 23.1–3 Teil einer Inschrift auf mindestens zwei Blöcken, die zu einem monumentalen Bauprogramm aus der Zeit „der letzten hethitischen Dynasten (von Tuthalija IV. bis Suppiluliuma II.)“ gehörte. Damit würde die Inschrift in das späte 13. Jahrhundert v. Chr. datieren. | Peter Neve, 1991 Massimiliano Marazzi, 2019 John David Hawkins, 2024 | Museum Boğazkale, Depot, Inv.-Nr. 10456                                                                                  |
| 23.3   |                                                 | Entdeckt 1991 von Peter Neve am Südbau von Nişantepe, im Mauerschutt der „Stützmauer“. Fragment eines Steinblocks. | Es sind nur geringe Schriftreste erhalten, die vermutlich zu zwei Schriftzeichen gehören. Allerdings ist keine Hieroglyphe erkennbar und somit aus dem Stück selbst heraus auch keine Datierung möglich. Allerdings lässt sich das Fragment der gleichen Inschrift zuordnen, von der auch die Fragmente 23.1 und 23.2 stammen. Nach Massimiliano Marazzi waren diese drei Fragmente Teil einer Inschrift auf mindestens zwei Blöcken, die zu einem monumentalen Bauprogramm aus der Zeit „der letzten hethitischen Dynasten (von Tuthalija IV. bis Suppiluliuma II.)“ gehörte. Damit würde die Inschrift in das späte 13. Jahrhundert v. Chr. datieren. | Peter Neve, 1992 John David Hawkins, 2024 | Museum Boğazkale, Depot, Inv.-Nr. Bo. 2418/91                                                                            |
| 24     |                                                 | Entdeckt 1992 von Peter Neve am Nordbau von Nişantepe, im Schutt über dem „Eingangstrakt“. Fragment einer Sandsteinstele Tudḫaliyas IV. mit einer Höhe von 0,31 Metern, einer Breite von 0,32 Metern und einer Dicke von 0,30 Metern. | Erkennbar sind große Teile der Namenskartusche des Großkönigs. Transliteration: ⌈SO⌉L2 MAGNUS.REX LABARNA+⌈la⌉ MONS2+tu LABARNA+la […. Die Schriftzeichen geben Namen und Titel Tudḫaliyas IV. wieder. Dadurch ist die Inschrift in dessen Regierungszeit im späten 13. Jahrhundert v. Chr. datierbar. | Peter Neve, 1993 Peter Neve, 2018 John David Hawkins, 2024 | Boğazkale, im Garten des Grabungshauses                                                                                  |
| 25     |                                                 | Entdeckt 1996 von Jürgen Seeher auf Büyükkaya. Der Stein stammt „aus nicht stratifiziertem Fundkontext in eisenzeitlichen Schuttschichten“. Eckfragment eines Granitblocks, auf zwei Seiten beschrieben. Höhe 14,5 Zentimeter, Breite links 9 Zentimeter, rechts 7,5 Zentimeter. Der Ausgräber Jürgen Seeher vermutet wegen der Übereinstimmungen in der Gesteinsart, der Zeilenhöhe und der sorgfältigen Ausführung, dass das Fragment zusammen mit BOĞAZKÖY 6 und 27 zu einer Inschrift (Stele?) gehört. | …] x x [m]i?-*a? // BONUS-ni-i(a) DOMI[NUS?] na? DA[RE]-ha. Die Datierung ist schwierig, vermutlich 13. Jahrhundert v. Chr. | Jürgen Seeher, 1997 John David Hawkins, 2024 | Museum Boğazkale, Depot, Inv.-Nr. Bo. 96/97                                                                              |
| 26     |                                                 | Der Stein wurde in Zweitverwendung als Spolie in der byzantinischen Kirche über Tempel XVI im Tempelviertel der Oberstadt 2001 entdeckt. Ursprünglicher Standort war möglicherweise Tempel XVI. Fragment mit Graffiti. | In der Mitte befindet sich das Zeichen SCRIBA für Schreiber, rechts und links gespiegelt der Name des Schreibers. Transliteration: SUPER (antithetic)-i(a) SCRIBA antithetic. Keine genaue Datierung möglich. | Ali und Belkıs Dinçol, 2002 John David Hawkins, 2024 | Museum Boğazkale, Depot, Inv.-Nr. Bo. 2001/1                                                                             |
| 27     |                                                 | Entdeckt 2004 von Jürgen Seeher im Tal vor Sarıkale, wo die Fragmente in einem Abwasserkanal von Quadrathaus 2 als Baumaterial wiederverwendet waren. BOĞAZKÖY 27 i, ii und iii bezeichnen ein größeres (Höhe 25 Zentimeter, Breite 20 Zentimeter) und zwei kleinere Fragmente einer Inschrift (10 × 8 bzw. 7 × 8 Zentimeter). Der Ausgräber Jürgen Seeher vermutet wegen der Übereinstimmungen in der Gesteinsart, der Zeilenhöhe und der sorgfältigen Ausführung, dass die Fragmente zusammen mit BOĞAZKÖY 6 und 25 zu einer Inschrift (Stele?) gehören. | Die erste Zeile von BOĞAZKÖY 27 i enthält wohl einen Orts- oder Landesnamen. Auf 27 i sind zudem kreuzförmig Zeilentrenner zu erkennen, die das Fragment in vier Teile trennen. Möglicherweise umlief die Inschrift einen vierseitigen Block, wobei dann der senkrechte Trennstrich Anfang bzw. Ende der Zeilen markieren würde. Eine genauere Datierung der Inschrift ist nicht möglich. | Jürgen Seeher, 2005 John David Hawkins, 2024 | Museum Boğazkale, Depot, Inv.-Nr. Bo. 2004/46                                                                            |